# دختر بالاشهری
«دختر بالاشهری» (انگلیسی: Uptown Girl) نام تک‌آهنگی از بیلی جوئل است که بسیار مشهور شد و دربارهٔ یک فرد کارگر پایین شهری است که تلاش می‌کند دل دختر بالاشهری را به دست آورد. این ترانه توسط وست‌لایف بازخوانی شد.